# Сотницька сільська рада
Со́тницька сільська́ ра́да — адміністративно-територіальна одиниця та орган місцевого самоврядування в Корсунь-Шевченківському районі Черкаської області. Адміністративний центр — село Сотники.

## Загальні відомості
- Населення ради: 515 осіб (станом на 2001 рік)

## Населені пункти
Сільській раді підпорядковані населені пункти:
- с. Сотники

## Склад ради
Рада складається з 12 депутатів та голови.
- Голова ради: Войтик Спартак Володимирович
- Секретар ради: Рева Галина Олександрівна

### Керівний склад попередніх скликань
| Прізвище, ім'я, по батькові  | Основні відомості                                                 | Дата обрання | Дата звільнення |
| ---------------------------- | ----------------------------------------------------------------- | ------------ | --------------- |
| Видута Раїса Іванівна        | Сільський голова, 1960 року народження, позапартійна              | 26.03.2006   | 31.10.2010      |
| Войтик Спартак Володимирович | Сільський голова, 1983 року народження, освіта вища, безпартійний | 31.10.2010   |                 |

Примітка: таблиця складена за даними сайту Верховної Ради України

### Депутати
За результатами місцевих виборів 2010 року депутатами ради стали:

#### За суб'єктами висування
| Суб'єкт висування | Кількість обраних депутатів | %    |
| ----------------- | --------------------------- | ---- |
| Самовисування     | 7                           | 58,3 |
| Партія регіонів   | 5                           | 41,7 |

#### За округами
| № округу        | Прізвище, ім'я, по батькові     | Дата визнання обраним | Освіта  | Партійна приналежність             | Відомості про обраного депутата                       |
| --------------- | ------------------------------- | --------------------- | ------- | ---------------------------------- | ----------------------------------------------------- |
| Партія регіонів |                                 |                       |         |                                    |                                                       |
| 2               | Берлюта Віталій Михайлович      | 05.11.2010            | середня | член Партії регіонів               | Корсунь-ська дистан-ція колії, черго-вий переїзду     |
| 5               | Лісовенко Наталія Володимирівна | 05.11.2010            | середня | член Партії регіонів               | СТОВАгрофірма Корсунь, повар                          |
| 6               | Кротевич Валентина Михайлівна   | 05.11.2010            | середня | член Партії регіонів               | тимчасово не працює                                   |
| 9               | Бзенко Валентина Анатоліївна    | 04.08.2013            | середня | член Партії регіонів               | Корсунь-Шевченківський терцентр, соціальний працівник |
| 12              | Кольвах Микола Іванович         | 05.11.2010            | середня | позапартійний                      | пенсіонер                                             |
| Самовисування   |                                 |                       |         |                                    |                                                       |
| 1               | Кваша Алла Миколаївна           | 05.11.2010            | середня | член Соціалістичної партії України | тимчасово не працює                                   |
| 3               | Липка Ольга Миколаївна          | 05.11.2010            | середня | член Партії регіонів               | Сотницька сільська рада, головний бухгалтер           |
| 4               | Філоненко Валентина Григорівна  | 05.11.2010            | середня | член Партії регіонів               | Відділення зв'язку, начальник                         |
| 7               | Шабельник Тетяна Григорівна     | 05.11.2010            | середня | позапартійна                       | СТОВАгрофірма Корсунь, головний бухгалтер             |
| 8               | Пащенко Любов Миколаївна        | 05.11.2010            | середня | позапартійна                       | Сотницька сільська рада, землевпорядник               |
| 10              | Рева Галина Олександрівна       | 05.11.2010            | середня | член Партії регіонів               | Сотницька сільська рада, секретар                     |
| 11              | Мошенець Михайло Юхимович       | 05.11.2010            | середня | позапартійний                      | Корсуньська дистанція колії, дорожний майстер         |